# Acanthoscelides flavescens
Acanthoscelides flavescens är en skalbaggsart som först beskrevs av Fahraeus 1839.  Acanthoscelides flavescens ingår i släktet Acanthoscelides och familjen bladbaggar. Inga underarter finns listade i Catalogue of Life.